# Radula boninensis
Radula boninensis là một loài rêu trong họ Radulaceae. Loài này được Furuki & K. Yamada mô tả khoa học đầu tiên năm 1986.